# Beerbongs & Bentleys Tour
Il Beerbongs & Bentleys Tour è il secondo tour mondiale del cantante statunitense Post Malone, a supporto del suo secondo album in studio Beerbongs & Bentleys (2018).

## Contesto e sviluppo
Il 20 febbraio 2018, il rapper ha annunciato per la prima volta le date del tour per il Nord America a partire dal 26 aprile 2018 a Portland, un giorno prima dell'uscita dell'album. 21 Savage, SOB X RBE e Paris sono stati annunciati come artisti spalla per le date del Nord America. Sono state anche annunciate le date per i festival in Europa.
Dopo l'uscita del video musicale Better Now, il 9 ottobre 2018, il rapper ha annunciato le date per l'Europa a partire dal 14 febbraio 2019 a Dublino.
Il 22 ottobre 2018 sono state annunciate le date per l'Oceania a partire dal 26 aprile 2019 a Perth. Jaden Smith e Tyla Yaweh sono stati annunciati come artisti d'apertura.

## Artisti d'apertura
La seguente lista rappresenta il numero correlato agli artisti d'apertura nella tabella delle date del tour.
- 21 Savage = 1
- SOB X RBE = 2
- Paris = 3
- Saint Jhn = 4
- Jaden Smith = 5
- Tyla Yaweh = 6

## Date del tour
| Data             | Città             | Stato               | Luogo                                         | Artisti d'apertura | Biglietti venduti / Biglietti disponibile | Incasso      |
| Nord America     | Nord America      | Nord America        | Nord America                                  | Nord America       | Nord America                              | Nord America |
| ---------------- | ----------------- | ------------------- | --------------------------------------------- | ------------------ | ----------------------------------------- | ------------ |
| 26 aprile 2018   | Portland          | Stati Uniti         | Veterans Memorial Coliseum                    | 1 ; 2 ; 3          | N.D.                                      | N.D.         |
| 27 aprile 2018   | Vancouver         | Canada              | Rogers Arena                                  | 2 ; 3 ; 4          | 13 678 / 13 678                           | $783 754     |
| 29 aprile 2018   | Kent              | Stati Uniti         | ShoWare Center                                | 1 ; 2 ; 3          | N.D.                                      | N.D.         |
| 1º maggio 2018   | West Valley City  | Stati Uniti         | USANA Amphitheatre                            | 1 ; 2 ; 3          | N.D.                                      | N.D.         |
| 2 maggio 2018    | Morrison          | Stati Uniti         | Red Rocks Amphitheatre                        | 1 ; 2 ; 3          | N.D.                                      | N.D.         |
| 4 maggio 2018    | Sioux City        | Stati Uniti         | Battery Park                                  | 1 ; 2 ; 3          | N.D.                                      | N.D.         |
| 8 maggio 2018    | Nashville         | Stati Uniti         | Nashville Municipal Auditorium                | 1 ; 2 ; 3          | N.D.                                      | N.D.         |
| 9 maggio 2018    | Simpsonville      | Stati Uniti         | Heritage Park Amphitheatre                    | 1 ; 2 ; 3          | N.D.                                      | N.D.         |
| 10 maggio 2018   | Jacksonville      | Stati Uniti         | Daily's Place                                 | 1 ; 2 ; 3          | N.D.                                      | N.D.         |
| 16 maggio 2018   | Charlotte         | Stati Uniti         | PNC Music Pavilion                            | 1 ; 2 ; 3          | N.D.                                      | N.D.         |
| 18 maggio 2018   | Raleigh           | Stati Uniti         | Coastal Credit Union Music Park               | 1 ; 2 ; 3          | N.D.                                      | N.D.         |
| 23 maggio 2018   | Filadelfia        | Stati Uniti         | Festival Pier at Penn’s Landing               | 1 ; 2 ; 3          | N.D.                                      | N.D.         |
| 24 maggio 2018   | Mansfield         | Stati Uniti         | Xfinity Center                                | 1 ; 2 ; 3          | N.D.                                      | N.D.         |
| 26 maggio 2018   | Darien            | Stati Uniti         | Darien Lake Performing Arts Center            | 1 ; 2 ; 3          | N.D.                                      | N.D.         |
| 27 maggio 2018   | Toronto           | Canada              | Echo Beach                                    | 2 ; 3              | N.D.                                      | N.D.         |
| 29 maggio 2018   | Sterling Heights  | Stati Uniti         | Michigan Lottery Amphitheatre at Freedom Hill | 1 ; 2 ; 3          | N.D.                                      | N.D.         |
| 2 giugno 2018    | Cleveland         | Stati Uniti         | Jacobs Pavilion                               | 1 ; 2 ; 3          | N.D.                                      | N.D.         |
| 5 giugno 2018    | Chicago           | Stati Uniti         | Huntington Bank Pavilion                      | 1 ; 2 ; 3          | N.D.                                      | N.D.         |
| 6 giugno 2018    | Indianapolis      | Stati Uniti         | White River State Park                        | 1 ; 2 ; 3          | N.D.                                      | N.D.         |
| 10 giugno 2018   | Atlanta           | Stati Uniti         | Cellairis Amphitheatre                        | 1 ; 2 ; 3          | N.D.                                      | N.D.         |
| 14 giugno 2018   | Irving            | Stati Uniti         | Toyota Music Factory                          | 1 ; 2 ; 3          | N.D.                                      | N.D.         |
| 15 giugno 2018   | The Woodlands     | Stati Uniti         | Cynthia Woods Mitchell Pavilion               | 2 ; 3              | N.D.                                      | N.D.         |
| 16 giugno 2018   | Austin            | Stati Uniti         | Austin360 Amphitheater                        | 1 ; 2 ; 3          | N.D.                                      | N.D.         |
| 19 giugno 2018   | Chandler          | Stati Uniti         | Rawhide Event Center                          | 1 ; 2 ; 3          | N.D.                                      | N.D.         |
| 21 giugno 2018   | San Diego         | Stati Uniti         | Cal Coast Credit Union Open Air Theatre       | 1 ; 2 ; 3          | N.D.                                      | N.D.         |
| 22 giugno 2018   | Las Vegas         | Stati Uniti         | Park Theater                                  | 1 ; 2 ; 3          | 5.917 / 6.204                             | $426.153     |
| 24 giugno 2018   | Mountain View     | Stati Uniti         | Shoreline Amphitheatre                        | 1 ; 2 ; 3          | 21.531 / 21.531                           | $1.085.339   |
| 27 giugno 2018   | Inglewood         | Stati Uniti         | Hollywood Bowl                                | 1 ; 2 ; 3          | 32.045 / 32.045                           | $2.622.134   |
| 28 giugno 2018   | Inglewood         | Stati Uniti         | Hollywood Bowl                                | 1 ; 2 ; 3          | 32.045 / 32.045                           | $2.622.134   |
| Asia             |                   |                     |                                               |                    |                                           |              |
| 22 novembre 2018 | Abu Dhabi         | Emirati Arabi Uniti | Du Arena                                      | N.D.               | N.D.                                      | N.D.         |
| Nord America     |                   |                     |                                               |                    |                                           |              |
| 14 dicembre 2018 | Los Angeles       | Stati Uniti         | Banc of California Stadium                    | N.D.               | N.D.                                      | N.D.         |
| 29 dicembre 2018 | Brooklyn          | Stati Uniti         | Barclays Center                               | N.D.               | N.D.                                      | N.D.         |
| 31 dicembre 2018 | Brooklyn          | Stati Uniti         | Barclays Center                               | N.D.               | N.D.                                      | N.D.         |
| Europa           |                   |                     |                                               |                    |                                           |              |
| 13 febbraio 2019 | Dublino           | Irlanda             | 3Arena                                        | N.D.               | N.D.                                      | N.D.         |
| 16 febbraio 2019 | Birmingham        | Regno Unito         | Genting Arena                                 | N.D.               | 15.278 / 15.278                           | $1.231.826   |
| 17 febbraio 2019 | Glasgow           | Regno Unito         | The SSE Hydro                                 | N.D.               | 13.242 / 13.242                           | $1.087.441   |
| 19 febbraio 2019 | Manchester        | Regno Unito         | Manchester Arena                              | N.D.               | 15.727 / 15.727                           | $1.205.259   |
| 22 febbraio 2019 | Parigi            | Francia             | AccorHotels Arena                             | N.D.               | N.D.                                      | N.D.         |
| 25 febbraio 2019 | Amsterdam         | Paesi Bassi         | Ziggo Dome                                    | N.D.               | 26.534 / 26.534                           | $1.856.521   |
| 26 febbraio 2019 | Amsterdam         | Paesi Bassi         | Ziggo Dome                                    | N.D.               | 26.534 / 26.534                           | $1.856.521   |
| 27 febbraio 2019 | Amburgo           | Germania            | Barclaycard Arena                             | N.D.               | N.D.                                      | N.D.         |
| 1º marzo 2019    | Stoccolma         | Svezia              | Ericsson Globe                                | N.D.               | N.D.                                      | N.D.         |
| 2 marzo 2019     | Copenaghen        | Danimarca           | Royal Arena                                   | N.D.               | N.D.                                      | N.D.         |
| 4 marzo 2019     | Berlino           | Germania            | Mercedes-Benz Arena                           | N.D.               | N.D.                                      | N.D.         |
| 5 marzo 2019     | Monaco di Baviera | Germania            | Olympiahalle                                  | N.D.               | N.D.                                      | N.D.         |
| 7 marzo 2019     | Zurigo            | Svizzera            | Hallenstadion                                 | N.D.               | N.D.                                      | N.D.         |
| 9 marzo 2019     | Oberhausen        | Germania            | König Pilsener Arena                          | N.D.               | N.D.                                      | N.D.         |
| 11 marzo 2019    | Anversa           | Belgio              | Sportpaleis                                   | N.D.               | N.D.                                      | N.D.         |
| 13 marzo 2019    | Londra            | Regno Unito         | The O2 Arena                                  | N.D.               | 37.473 / 37.473                           | $3.363.122   |
| 14 marzo 2019    | Londra            | Regno Unito         | The O2 Arena                                  | N.D.               | 37.473 / 37.473                           | $3.363.122   |
| Oceania          |                   |                     |                                               |                    |                                           |              |
| 26 aprile 2019   | Perth             | Australia           | Perth Arena                                   | 5 ; 6              | 14.280 / 14.280                           | $1.498.760   |
| 28 aprile 2019   | Adelaide          | Australia           | Adelaide Entertainment Centre                 | 5 ; 6              | 9.244 / 9.244                             | $888.139     |
| 30 aprile 2019   | Melbourne         | Australia           | Rod Laver Arena                               | 5 ; 6              | 39.530 / 39.530                           | $3.937.133   |
| 1º maggio 2019   | Melbourne         | Australia           | Rod Laver Arena                               | 5 ; 6              | 39.530 / 39.530                           | $3.937.133   |
| 2 maggio 2019    | Melbourne         | Australia           | Rod Laver Arena                               | 5 ; 6              | 39.530 / 39.530                           | $3.937.133   |
| 4 maggio 2019    | Brisbane          | Australia           | Brisbane Entertainment Centre                 | 5 ; 6              | 23.565 / 23.565                           | $2.194.335   |
| 5 maggio 2019    | Brisbane          | Australia           | Brisbane Entertainment Centre                 | 5 ; 6              | 23.565 / 23.565                           | $2.194.335   |
| 7 maggio 2019    | Sydney            | Australia           | Qudos Bank Arena                              | 5 ; 6              | 46.247 / 46.247                           | $4.262.760   |
| 8 maggio 2019    | Sydney            | Australia           | Qudos Bank Arena                              | 5 ; 6              | 46.247 / 46.247                           | $4.262.760   |
| 9 maggio 2019    | Sydney            | Australia           | Qudos Bank Arena                              | 5 ; 6              | 46.247 / 46.247                           | $4.262.760   |
| 11 maggio 2019   | Auckland          | Nuova Zelanda       | Spark Arena                                   | 5 ; 6              | 21.511 / 21.511                           | $2.031.194   |
| 12 maggio 2019   | Auckland          | Nuova Zelanda       | Spark Arena                                   | 5 ; 6              | 21.511 / 21.511                           | $2.031.194   |
| Africa           |                   |                     |                                               |                    |                                           |              |
| 18 giugno 2019   | Johannesburg      | Sudafrica           | Ticketpro Dome                                | N.D.               | N.D.                                      | N.D.         |

## Festival
| Data           | Città             | Stato        | Luogo                              | Festival                      |
| Nord America   | Nord America      | Nord America | Nord America                       | Nord America                  |
| -------------- | ----------------- | ------------ | ---------------------------------- | ----------------------------- |
| 13 maggio 2018 | Miami Gardens     | Stati Uniti  | Hard Rock Stadium                  | Rolling Loud                  |
| 19 maggio 2018 | Baltimora         | Stati Uniti  | Pimlico Race Course                | Preakness Stakes InfieldFest  |
| 1º giugno 2018 | New York          | Stati Uniti  | Randalls Island                    | Governors Ball Music Festival |
| 3 giugno 2018  | Cincinnati        | Stati Uniti  | Sawyer Point Park & Yeatman's Cove | Bunbury Music Festival        |
| Europa         |                   |              |                                    |                               |
| 6 luglio 2018  | Londra            | Regno Unito  | Finsbury Park                      | Wireless Festival             |
| 7 luglio 2018  | Gdynia            | Polonia      | Aeroporto di Gdynia-Kosakowo       | Open'er Festival              |
| 8 luglio 2018  | Werchter          | Belgio       | Werchter Festivalpark              | Rock Werchter                 |
| 10 luglio 2018 | Roma              | Italia       | Ippodromo delle Capannelle         | Rock in Roma                  |
| 12 luglio 2018 | Madrid            | Spagna       | Valdebebas-Ifema                   | Mad Cool Festival             |
| 13 luglio 2018 | Dublino           | Irlanda      | Marlay Park                        | Longitude Festival            |
| 14 luglio 2018 | Stavern           | Norvegia     | Larvik Golf Arena                  | Stavernfestivalen             |
| 10 agosto 2018 | Skanderborg       | Danimarca    | Skanderborg Dyrehave               | Smukfest                      |
| 14 agosto 2018 | Stoccolma         | Svezia       | Sjöhistoriska Museet               | Smash Festival                |
| 16 agosto 2018 | Pärnu             | Estonia      | Pärnu Beach                        | Weekend Festival Baltic       |
| 17 agosto 2018 | Tampere           | Finlandia    | Ratinanniemi                       | Blockfest                     |
| 24 agosto 2018 | Reading           | Regno Unito  | Little John's Farm                 | Festival di Reading e Leeds   |
| 25 agosto 2018 | Leeds             | Regno Unito  | Bramham Park                       | Festival di Reading e Leeds   |
| 26 agosto 2018 | Saint-Cloud       | Francia      | Parc de Saint-Cloud                | Rock en Seine                 |
| Sudamerica     |                   |              |                                    |                               |
| 29 marzo 2019  | Buenos Aires      | Argentina    | Hipódromo de San Isidro            | Lollapalooza                  |
| 30 marzo 2019  | Santiago del Cile | Cile         | Parco O'Higgins                    | Lollapalooza                  |
| 6 aprile 2019  | San Paolo         | Brasile      | Autódromo José Carlos Pace         | Lollapalooza                  |
|                |                   |              |                                    |                               |

## Scaletta
Questa scaletta è tratta dal concerto del 26 aprile 2018 a Portland. Non intende rappresentare tutti gli spettacoli del tour.
1. Too Young
2. Over Now
3. Takin' Shots
4. Spoil My Night
5. No Option
6. Big Lie
7. Deja Vu
8. Psycho
9. Candy Paint
10. 92 Explorer
11. I Fall Apart
12. Up There
13. Feeling Whitney
14. Stay
15. Jonestown
16. Rich & Sad
17. Go Flex
18. Rockstar (con 21 Savage)

Bis
1. White Iverson
2. Congratulations